# Ilhas Feroe
As Ilhas Faroe, Ilhas Féroe  ou Ilhas Faroé   
(em feroês: Føroyar,  PRONÚNCIA; em dinamarquês: Færøerne) são um pequeno arquipélago vulcânico do Atlântico Norte, situadas entre a Escócia, a Islândia e a Noruega.

Pertence à Dinamarca, mas tem governo próprio. Tem o estatuto de região autónoma e é oficialmente um dos três "países constituintes" do Reino da Dinamarca (Kongeriget Danmark), o qual é formado pela própria Dinamarca, pelas Ilhas Faroé e pela Gronelândia.

O arquipélago é formado por 18 ilhas maiores e outras menores desabitadas que acolhem, ao todo, 47 mil pessoas em uma área de 1 399 km². Na ilha maior (Streymoy), encontra-se a capital, Tórshavn, com 16 mil habitantes (1999). As terras mais próximas são as ilhas mais setentrionais da Escócia (Reino Unido), que ficam a sul-sueste, e a Islândia, situada a noroeste.
São autónomas desde 1948, tendo decidido não aderir à União Europeia. Gradualmente têm alcançado maior autonomia e para o futuro tem-se descortinado a possibilidade de tornarem-se independentes da Dinamarca.
Como território autónomo da Dinamarca, as Ilhas contam com um Alto Comissário — representante da Rainha da Dinamarca (Ríkisumboðið), com um parlamento unicameral formado por 32 membros (Løgtingið) e um primeiro-ministro chefe de governo (løgmann).

## Etimologia e ortografia
Na língua local — o feroês — o nome das ilhas é Føroyar, e em dinamarquês Færøerne. O nome — Føroyar — é composto por før (ovelha, carneiro) e oyar (ilhas), significando por isso "ilhas das ovelhas".
O nome tradicional em português, "Féroe", provém do nórdico antigo Færeyjar, que significa literalmente "ilhas das ovelhas" ou "ilhas dos carneiros", e chegou à nossa língua proveniente do francês Féroé. Similarmente, temos Feroe em espanhol, Féroe em galego e Faroe em inglês.
Fontes linguísticas tradicionais portuguesas recomendam a grafia "Ilhas Faroe". É essa a grafia adotada, por exemplo, pelo Dicionário Onomástico Etimológico da Língua Portuguesa, de José Pedro Machado, e pelo Vocabulário Ortográfico da Língua Portuguesa de Rebelo Gonçalves, pelo Dicionário de Cândido de Figueiredo (1899), pelos dicionários portugueses da Porto Editora, pelo dicionário de Caldas Aulete e pelos dicionários brasileiros como o Houaiss, o Aurélio e o Michaelis. É também a grafia recomendada no Ciberdúvidas da Língua Portuguesa pelos linguistas F. V. Peixoto da Fonseca e Carlos Machado.
Por sua vez, o Código de Redação Interinstitucional da União Europeia utiliza Ilhas Faroé. No Ciberdúvidas da Língua Portuguesa o linguista A. Tavares Louro utiliza ainda a grafia Ilhas Faroé. Num outro artigo no Ciberdúvidas um autor resume: "Em suma, atualmente existem duas formas corretas em Portugal: uma mais antiga, Féroe, e outra mais recente, Faroé."
No que tange às fontes linguísticas brasileiras, o Dicionário Houaiss adota "Ilhas Féroe", tal como as fontes portuguesas. É "Féroe" também a forma adotada pelo dicionarista Caldas Aulete. O Dicionário Aurélio atesta tanto "Féroe" (primeira forma apresentada na etimologia do vocábulo "feroês) quanto "Feroé" (usada na definição do mesmo vocábulo).
No campo dos órgãos de comunicação social, quase todos – quer portugueses, quer brasileiros – usam indiscriminadamente uma miscelânea de grafias, sendo que algumas não estão (ainda) prescritas por fontes linguísticas. Em Portugal, a RTP usa as grafias: Faroe, Faroé e Feroé; e o jornal Público usa Faroé e Faroe, embora o seu próprio livro de estilo defenda Feroé. Já na brasileira Globo, a preferência recai sobre as grafias Feroe, Faroe e Feroé, bem como Ilhas Faroes. No jornal O Estado de S. Paulo, utilizam-se Feroe, Faroé, Faroe e Feroé. Por fim, a Folha de S.Paulo usa Feroe, Faroé, Faroe e Faroes.
No campo político, o Ministério dos Negócios Estrangeiros de Portugal usa oficialmente "Ilhas Faroé", enquanto o Ministério das Relações Exteriores do Brasil usa oficialmente "Ilhas Féroe", forma atestada por Houaiss, Aulete e Aurélio e pelas fontes vernáculas portuguesas. Os gentílicos aplicáveis a essas ilhas são feroês (feroesa; feroeses; feroesas) e feroico (feroica; feroicos; feroicas) — este último normalmente associado à língua local.[carece de fontes?]

## História

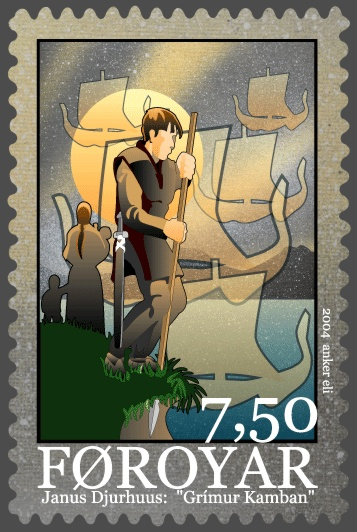
Selo de 2004 com a representação de Grimur Kamban

A história conhecida do arquipélago inicia em 600 com sua colonização por monges irlandeses e escoceses. A primeira menção conhecida das Ilhas Faroé foi feita pelo monge irlandês Dicuil em 825, na sua obra Liber de Mensura Orbis terrae.
Segundo a Saga dos Faroeses (de cerca de 1200), o primeiro colonizador foi um viquingue chamado Grímur Kamban, que teria aportado às ilhas em data incerta, pelos finais do século IX, talvez por volta de 825.
- 600 – 800 — Estabelecimento de monges eremitas irlandeses
- 825 - Conquista e colonização por viquingues noruegueses
- 970 - 1280 - República
- 1135 - Torna-se país tributário à Coroa Norueguesa
- 1380 - Dinamarca e Noruega (incluindo as ilhas Faroés) realizam uma união monárquica
- 1655 - 1709 - O Rei da Dinamarca confia as ilhas à família von Gabel como um estado feudal
- 1709 - A coroa dinamarquesa novamente toma posse
- 1720 - Administrada como parte da Islândia
- 1776 - Administrada como parte do condado dinamarquês de Zelândia
- 24 de janeiro de 1814 - Reconhecida como possessão dinamarquesa pelo Tratado de Kiel
- 1816 - Recebe o grau de condado
- 12 de abril de 1940 - 16 de setembro de 1945 - Ocupação britânica durante a II Guerra Mundial. As tropas britânicas ocuparam as ilhas quando a Alemanha invadiu a Dinamarca (foi uma ocupação amigável de modo a assegurar que os Nazis não tinham nenhuma base militar no Atlântico Norte). Em 1945 os Ingleses partiram deixando para trás o aeroporto de Vágar e 170 soldados que se casaram com faroenses.[33]
- 14 de setembro de 1946 - Referendo aprova a independência (48,7% a 47%). A independência é declarada em 18 de setembro de 1946. É anulada pela Dinamarca dois dias depois.
- 30 de março de 1948 - Governo autônomo é permitido.

A ocupação britânica durante a II Guerra Mundial suspendeu os contatos com a Dinamarca e modificou o cenário político. Uma consulta popular aos faroeses demonstrou uma pequena maioria da população a favor da separação da Dinamarca. No entanto, o governo dinamarquês interveio e dissolveu o Logting para a realização de eleições gerais. O Logting eleito alcançou um acordo com a Dinamarca onde foram negociadas áreas de responsabilidade conforme os interesses de ambas as partes, e as ilhas Faroé foram declaradas "comunidade autónoma dentro do reino da Dinamarca". A língua faroesa foi reconhecida como língua oficial e a bandeira faroesa como bandeira das ilhas.

## Geografia

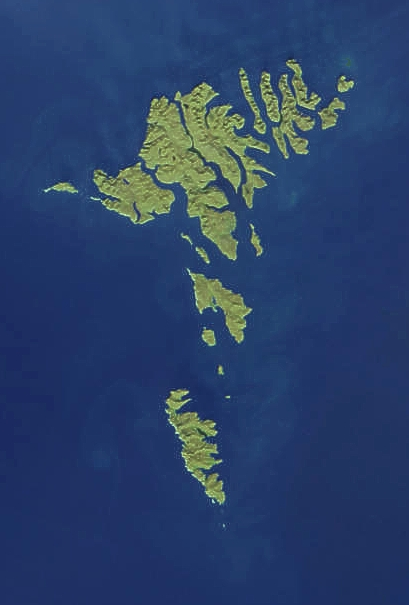
Imagem de satélite do arquipélago

As ilhas Faroé são um arquipélago de 18 ilhas situadas junto à latitude 62 N e longitude 7 W. Estão localizadas a meio caminho entre a Escócia e a Islândia, e a 575 km da Noruega. Entre o extremo norte e sul do arquipélago medeiam 113 km e 75 de leste a oeste. As suas costas têm um perímetro total de 1 117 km.
As ilhas têm uma morfologia muito acidentada, rochosa, com costas alcantiladas recortadas por profundos fiordes. Nenhum ponto das ilhas está a mais de 5 km do mar. O ponto mais alto é o Slættaratindur, na ilha Eysturoy, com 882 metros de altitude.

### Clima
O clima é oceânico, marcado pela influência moderadora da Corrente do Golfo, o que, tendo em conta a elevada latitude, suaviza as temperaturas invernais. Em Tórshavn não se registam temperaturas médias mensais negativas, oscilando estas entre os 0,3 °C em janeiro e os 11,1 °C em agosto. A média anual é de 6,7 °C. A amplitude térmica é assim muito reduzida, com verões frescos e invernos suaves. A precipitação aproxima-se dos 1 400 mm por ano, com um mínimo relativo na primavera e verão. O céu é em geral nublado, com frequentes nevoeiros. São frequentes os ventos fortes.

### Ilhas

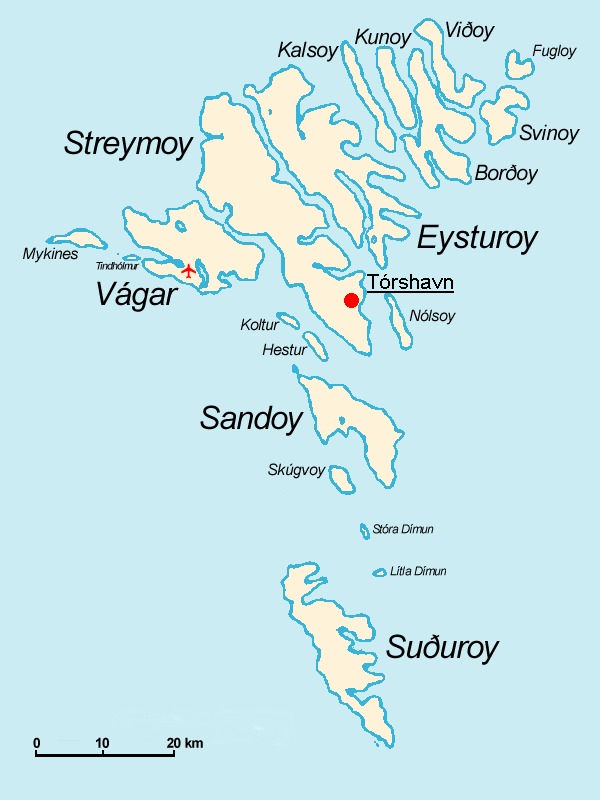
Mapa das Ilhas Faroé

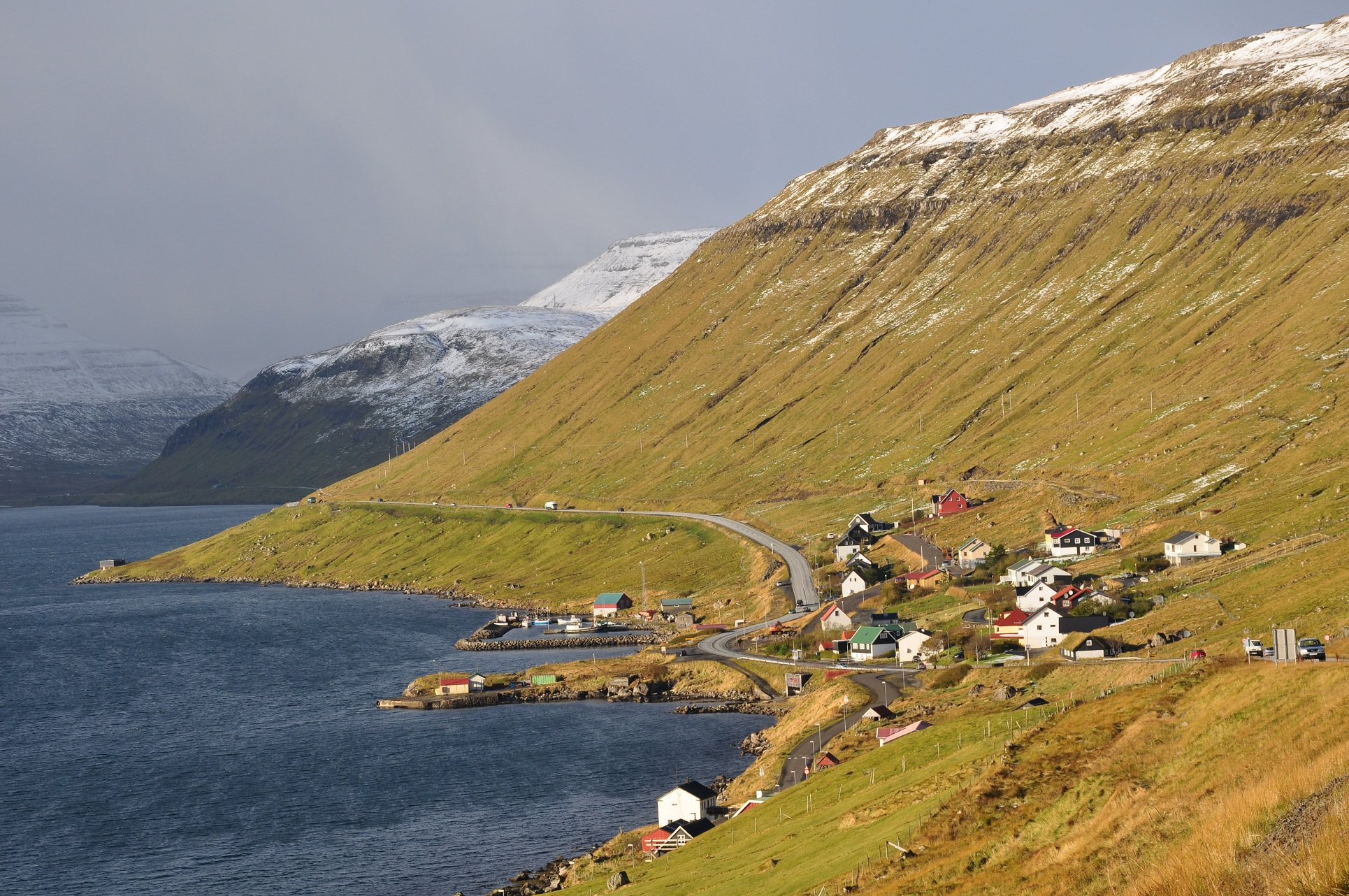
Vilarejo Skipanes em Eysturoy

Todas as ilhas são habitadas excepto Lítla Dímun. Na tabela que se segue apresentam-se as áreas e população (dados referentes a 31 de dezembro de 2003) de cada uma das ilhas que compõem o arquipélago das Faroé:
| Nome        | Área  | Habitantes | Densidade (hab./km²) | Município(s)           | Região                              |
| ----------- | ----- | ---------- | -------------------- | ---------------------- | ----------------------------------- |
| Streymoy    | 373,5 | 21 717     | 57,4                 | Tórshavn e Vestmanna   | Tórshavn e resto de Streymoy        |
| Eysturoy    | 286,3 | 10 738     | 37                   | Fuglafjørður e Runavík | Eysturoy do Norte e Eysturoy do Sul |
| Vágar       | 177,6 | 2 856      | 15,7                 | Míðvágur e Sørvágur    | Vágar                               |
| Suðuroy     | 166   | 5 074      | 30,9                 | Tvøroyri e Vágur       | Suðuroy                             |
| Sandoy      | 112,1 | 1 428      | 12,4                 | Sandur                 | Sandoy                              |
| Borðoy      | 95    | 5 030      | 52,4                 | Klaksvík               | Klaksvík e resto das ilhas do Norte |
| Viðoy       | 41    | 605        | 15                   | Viðareiði              | Ilhas do Norte                      |
| Kunoy       | 35,5  | 135        | 3,8                  | Ilhas do Norte         | Nordinseln                          |
| Kalsoy      | 30,9  | 136        | 4,8                  | Mikladalur e Húsar     | Ilhas do Norte                      |
| Svínoy      | 27,4  | 58         | 2,7                  | Svínoy                 | Ilhas do Norte                      |
| Fugloy      | 11,2  | 46         | 4                    | Kirkja                 | Ilhas do Norte                      |
| Nólsoy      | 10,3  | 262        | 26,1                 | Nólsoy                 | Streymoy                            |
| Mykines     | 10,3  | 19         | 2                    | Mykines                | Vágar                               |
| Skúvoy      | 10    | 61         | 5,7                  | Skúvoy                 | Sandoy                              |
| Hestur      | 6,1   | 40         | 7,1                  | Hestur                 | Streymoy                            |
| Stóra Dímun | 2,7   | 7          | 1,9                  | Dímun                  | Sandoy                              |
| Koltur      | 2,5   | 2          | 0,8                  | Koltur                 | Streymoy                            |
| Lítla Dímun | 0,8   | 0          | 0                    | –                      | Suðuroy                             |

## Demografia
A grande maioria da população das Ilhas Faroe é de ascendência norueguesa e escocesa. Análises recentes de DNA revelaram que os cromossomos Y da população das ilhas, que traça a descendência masculina, são 87% escandinavos. Estudos mostram que o DNA mitocondrial, que traça a descendência feminina, é 84% escocês.
A taxa de fecundidade das Ilhas Faroé é atualmente uma das mais elevadas da Europa. O maior grupo de estrangeiros são os dinamarqueses, compreendendo 5,8% da população local, seguido por gronelandeses, islandeses, noruegueses e poloneses. As Ilhas Faroe têm pessoas de 77 nacionalidades diferentes.
A língua faroesa é falada em toda o arquipélago como língua materna. É difícil dizer exatamente quantas pessoas no mundo falam o idioma das Ilhas Feroe, porque muitas dos habitantes étnicos das ilhas vivem na Dinamarca e poucos que nascem lá voltar para as Ilhas Faroé com os pais ou adultos.

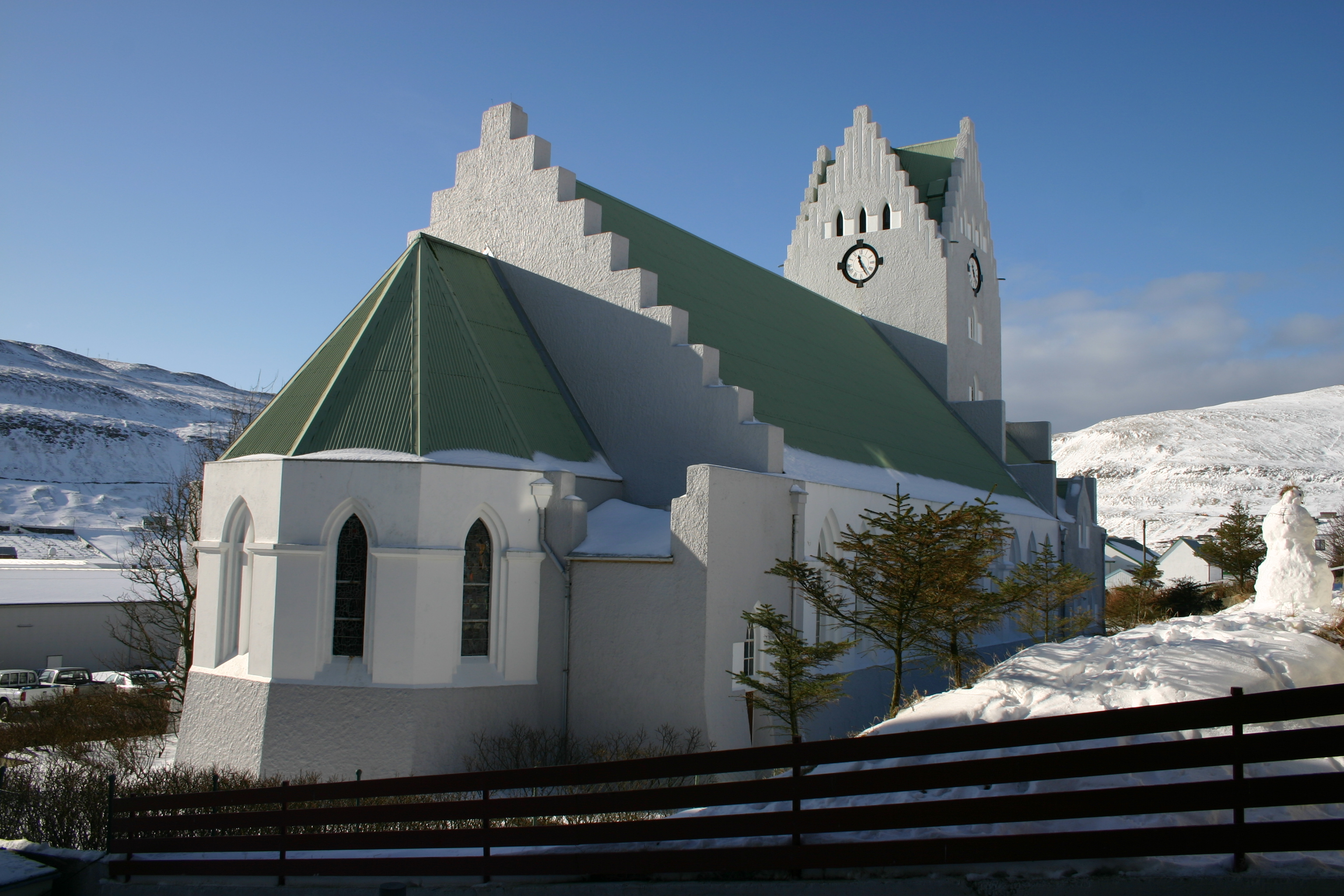
Igreja em Vagur

O idioma das Ilhas Faroe é uma das menores das línguas germânicas. O feroês escrito (gramática e vocabulário) é mais semelhante ao islandês e ao norueguês antigo, embora a língua falada esteja mais próxima de dialetos noruegueses da costa oeste da Noruega. Apesar da língua faroesa ser a maioria nas ilhas, o dinamarquês também é um idioma oficial e é universalmente falado.

### Religião
A religião tem uma parte importante da cultura feroesa. Nas Ilhas Feroe predominam as religiões cristãs, sendo a maior delas o luteranismo, além de outros protestantes, alguns católicos, Testemunhas de Jeová e bahá'is.
Cerca de 87% da população pertence à igreja estabelecida do estado, a Igreja das Ilhas Feroé, sendo o restante dividido entre outras denominações cristãs e poucas crenças não cristãs.

## Governo e política

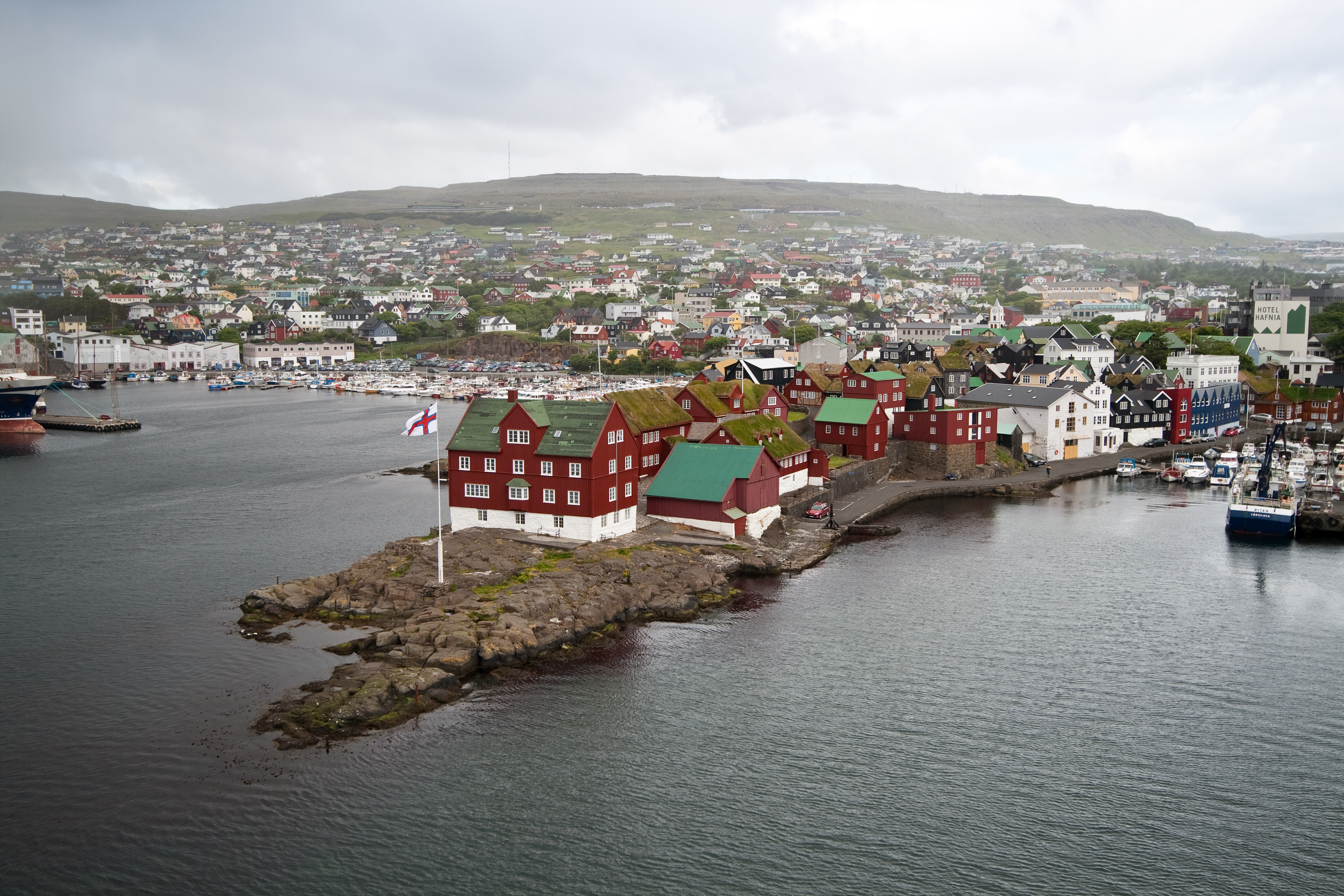
Tinganes em Tórshavn

Rainha Margarida II em sua visita em Vágur em 2005

A inexistência de autonomia política levou ao nascimento tardio — apenas na primeira metade do século XX — dos primeiros partidos políticos. Sambandsflokkurin (Partido Unionista) e Sjálvstýrisflokkurin (Partido da Autonomia). Posteriormente surgiram o social-democrata Javnaðarflokkurin (Partido Social-Democrata) e o conservador nacionalista Fólkaflokkurin (Partido Popular) que defenderam interesses comerciais. O Tjóðveldisflokkurin (Partido da República) surgiu em 1948 defendendo uma República Feroesa.
Atualmente há eleições regionais de quatro em quatro anos, sendo então eleito um parlamento regional faroês (Løgtingið), o qual escolhe um governo local (Landsstýri), constituído por um presidente (Løgmaðurin) e sete ministros.

### Governo Regional das Ilhas Faroé
| Governo                           | Primeiro-ministro   | Partidos                                                           |
| --------------------------------- | ------------------- | ------------------------------------------------------------------ |
| Governo Aksel V. Johannesen 2015- | Aksel V. Johannesen | Partido Social-Democrata Partido da República Partido do Progresso |

Nas eleições regionais de 2015, foram eleitos 7 partidos, e formado um governo de coligação de centro-esquerda, liderado por Aksel V. Johannesen e constituído pelo Partido Social-Democrata (Javnaðarflokkurin), pelo Partido da República (Tjóðveldisflokkurin) e pelo Partido do Progresso (Framsókn).

### Partidos faroeses
Os principais partidos que concorreram em 2015 ao Parlamento Regional (Løgtingið) foram os seguintes:
| Partido | Partido                                      | Ideologia                              | Espectro               |
| ------- | -------------------------------------------- | -------------------------------------- | ---------------------- |
|         | Partido Social-Democrata (Javnaðarflokkurin) | Social-democracia Unionismo            | Centro-esquerda        |
|         | Partido da República (Tjóðveldisflokkurin)   | Socialismo democrático Independentismo | Esquerda               |
|         | Partido Popular (Fólkaflokkurin)             | Conservadorismo Independentismo        | Centro-direita/Direita |
|         | Partido Unionista (Sambandsflokkurin)        | Conservadorismo liberal Unionismo      | Centro-direita         |
|         | Partido do Progresso (Framsókn)              | Liberalismo clássico Independentismo   | Centro-direita         |
|         | Partido do Centro (Miðflokkurin)             | Democracia cristã Centrismo            | Centro                 |
|         | Partido da Autonomia (Nýtt Sjálvstýri)       | Liberalismo Independentismo            | Centro                 |

### A relação com a Dinamarca
Nas eleições de 1998 o Partido da União — simpático à Dinamarca — obteve um mau desempenho sendo substituído pelo Partido Republicano — secessionista. Iniciou-se uma coligação que pôs em marcha um processo político com o objetivo de alcançar a soberania total. Em 2002 o Landsstýri — governo local — e o governo dinamarquês iniciaram negociações a respeito da soberania faeroesa sem o rompimento de uma "commonwealth" com a Dinamarca. Chegou-se a um impasse e essa negociação acabou por não apresentar resultados.
Em 2002 — novas eleições — e modificação no cenário político. O Partido do Povo e o Partido Autonomista perderam suas cadeiras para o Partido da União. Mesmo assim o governo local — Landsstýri — foi composto pela coligação dos Partidos do Povo, Republicano, Autonomista e do Centro — partido pequeno que se fundiu ao Autonomista.
Em 2011, um novo projecto de constituição das Ilhas Faroé está sendo elaborado. No entanto, o projecto foi declarado pelo ex-primeiro-ministro dinamarquês, Lars Løkke Rasmussen, como incompatível com a Constituição da Dinamarca e se os partidos políticos das Ilhas Faroe quiserem continuar então eles deverão declarar a independência.

## Economia

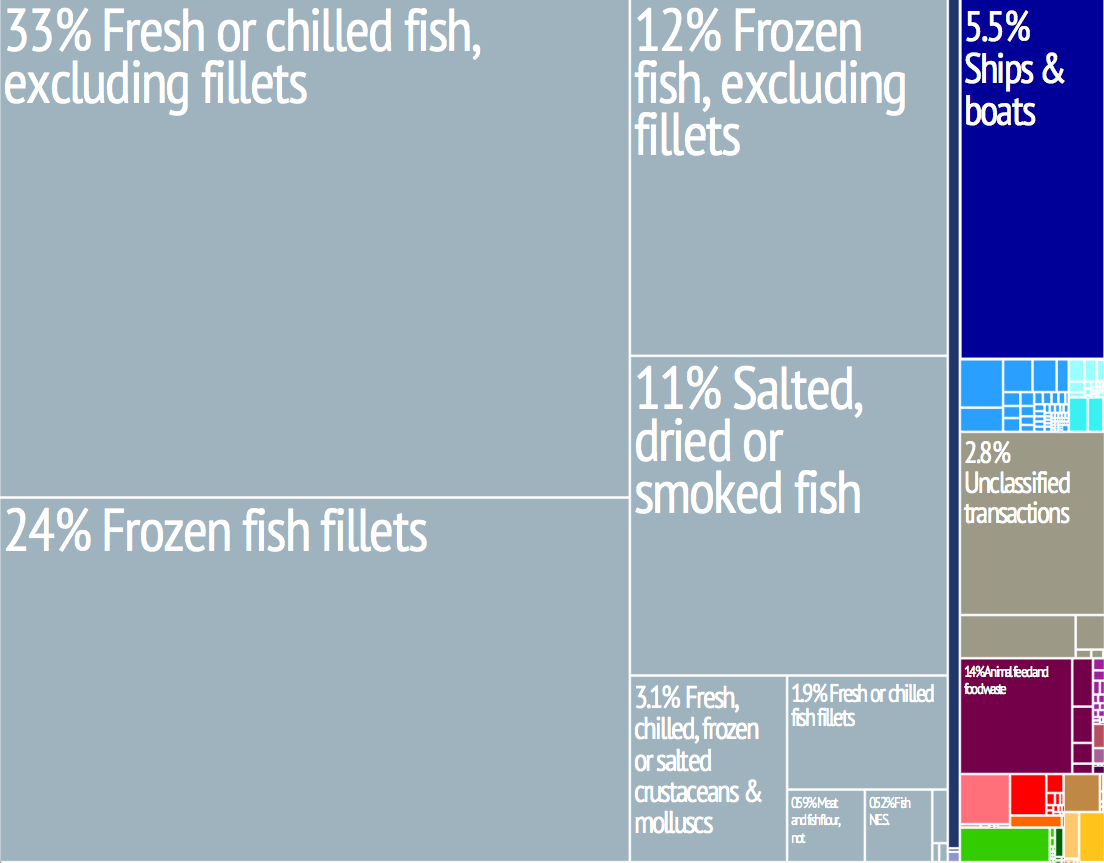
Principais produtos exportados pelas ilhas em 2009

Os recursos naturais são escassos. A vegetação — gramíneas — dos morros é utilizada para a criação de ovelhas. Em algumas partes da ilha de Suðuroy, existem alguns depósitos de lignito, úteis como combustível.
No mar — nos peixes — é que está a grande riqueza da nação faroesa. A pesca é responsável por 96 a 98% das exportações realizadas e praticamente todo o comércio deriva dos produtos capturados no mar. Dentro do limite de 200 milhas marítimas são encontradas espécies como bacalhau, arinca, argentina-dourada, faneca da Noruega, alabote, tamboril, peixe vermelho, pechelim, salmão e arenque. A piscicultura de salmão e truta é um setor que tem crescido e contribuído para o crescimento da balança comercial.
Outros artigos presentes são navios — de aço, pesqueiros, de carga — que respondem por 2% de tudo que é vendido ao exterior. Estima-se que existam reservas petrolíferas no subsolo oceânico faroês e têm sido realizadas prospecções com sinais positivos.
O aeroporto Vagar (EKVG) é o único na ilha. Foi construído na segunda guerra mundial pelos militares ingleses, mas hoje é um aeroporto civil. Perto do aeroporto, existem 7 heliportos, mas nenhum deles está representado no cenário.

## Cultura

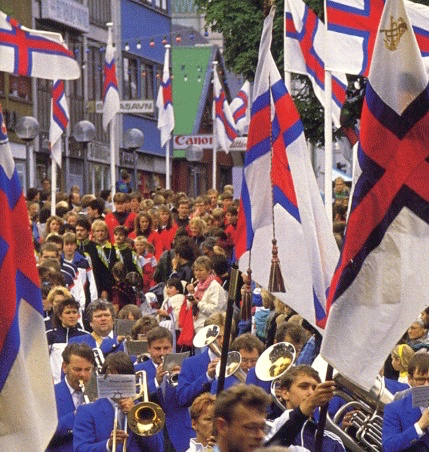
O desfile do Ólavsøka, no dia 28 de julho

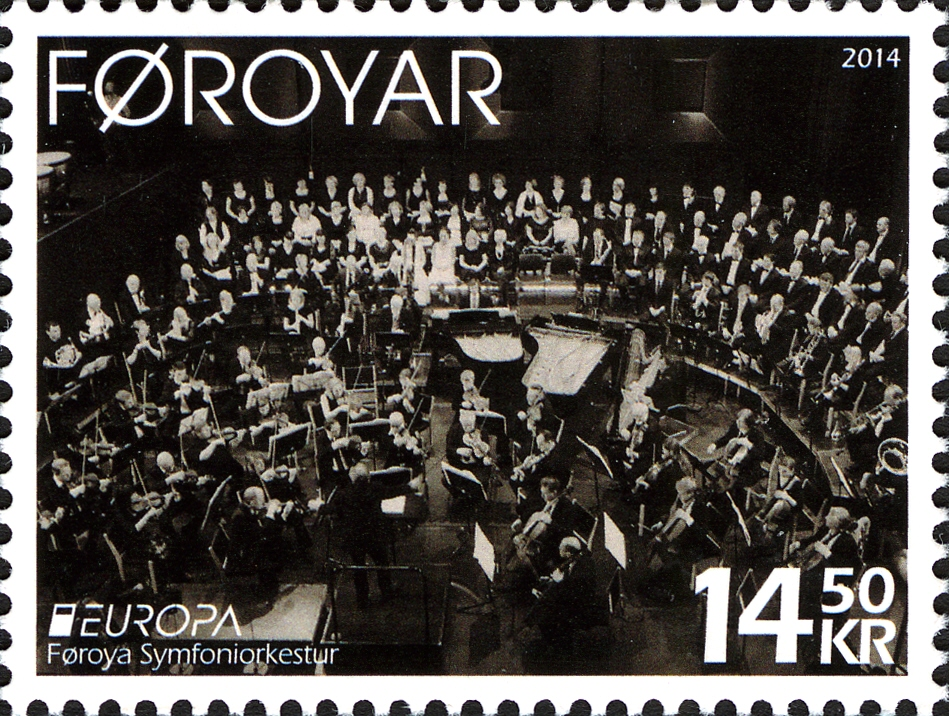
Orquestra sinfônica das Feroe representada num selo de 2014

A cultura das Ilhas Faroe tem suas raízes na cultura nórdica. As Ilhas Faroe por muito tempo estiveram isolada dos principais movimentos culturais que surgiram em diferentes partes da Europa, o que significa que a população local conseguiu manter uma grande parte de sua cultura tradicional.

### A língua faroesa
A língua faroesa é uma das três línguas escandinavas insulares descendentes do idioma nórdico antigo falado na Escandinávia durante a Era Viquingue. Até o século XV, tinha uma ortografia semelhante às da Islândia e Noruega. Todavia, em 1538, depois da Reforma Protestante, os dinamarqueses proibiram seu uso em escolas, igrejas e documentos oficiais, apesar de um dos objetivos principais da reforma ser o uso da língua popular, para melhor comunicação com Deus.
Apesar de uma rica tradição oral ter sobrevivido, por 300 anos a língua não foi escrita, significando isto que todos os poemas e histórias foram transmitidos oralmente. Em 1948, o faroês foi finalmente reconhecido como língua oficial das Ilhas Faroé.

### Festivais
O principal festival das ilhas é o Ólavsøka, que é realizado no dia 29 de julho e homenageia São Olavo. As celebrações são realizadas em Tórshavn, com início na noite do dia 28 e até ao dia 31.

### Caça às baleias

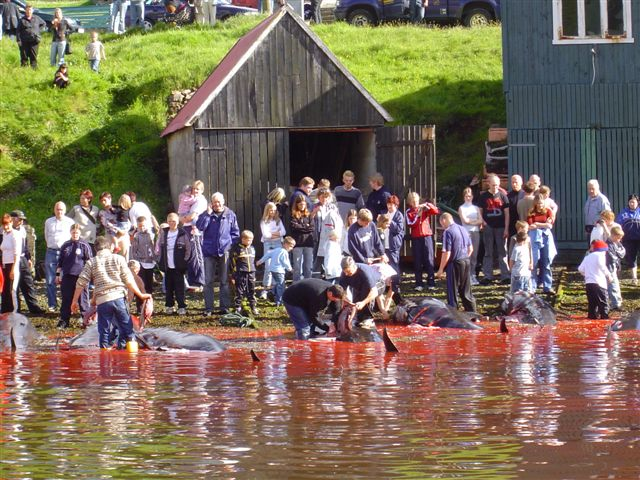
Membros da comunidade local matando as baleias-piloto que foram levadas a encalhar na costa por barcos pesqueiros

Os registros de caças às baleias nas ilhas datam de 1584 e a atividade é regulada pelas autoridades locais, mas não pela Comissão Baleeira Internacional, pois há divergências sobre a autoridade legal desta comissão para regular a caça de cetáceos. Anualmente, centenas de baleias-piloto-de-aleta-longa (Globicephala melas) são mortas, principalmente durante o verão, pelos habitantes das ilhas. As caçadas, chamadas de grindadráp em feroês, não são comerciais e são organizadas pela própria comunidade; qualquer pessoa pode participar. Quando um grupo de baleias é avistado próximo da costa os caçadores participantes cercam as baleias-piloto através de um grande semicírculo formado por barcos e então, lentamente e silenciosamente, começam a conduzir as baleias em direção à baía. Quando o grupo de baleias encalha o abate começa.
Este tipo de atividade é legal e fornece alimento para muitas pessoas que moram nas ilhas. No entanto, apesar da população local considerar a caça uma parte importante de sua cultura e da história das ilhas, grupos de direitos dos animais, como a Sea Shepherd Conservation Society, criticam as caçadas como sendo cruéis e desnecessárias. As discussões sobre a sustentabilidade da caça às baleias-piloto nas Ilhas Faroe também é outro fator apontado, mas com uma captura média de longo prazo de cerca de 800 baleias-piloto por ano, o impacto não é considerado significativo sobre a população de baleias.
Caçadores em lanchas e jet skis emboscaram e massacraram um super-pod de mais de 1.400 golfinho-de-laterais-brancas-do-atlântico em 12 de setembro de 2021, levando a protestos de conservacionistas e até mesmo de alguns defensores da tradição centenária do arquipélago de matando os animais marinhos.

### Literatura
William Heinesen é o escritor mais conhecido da literatura faroesa.

### Pintura

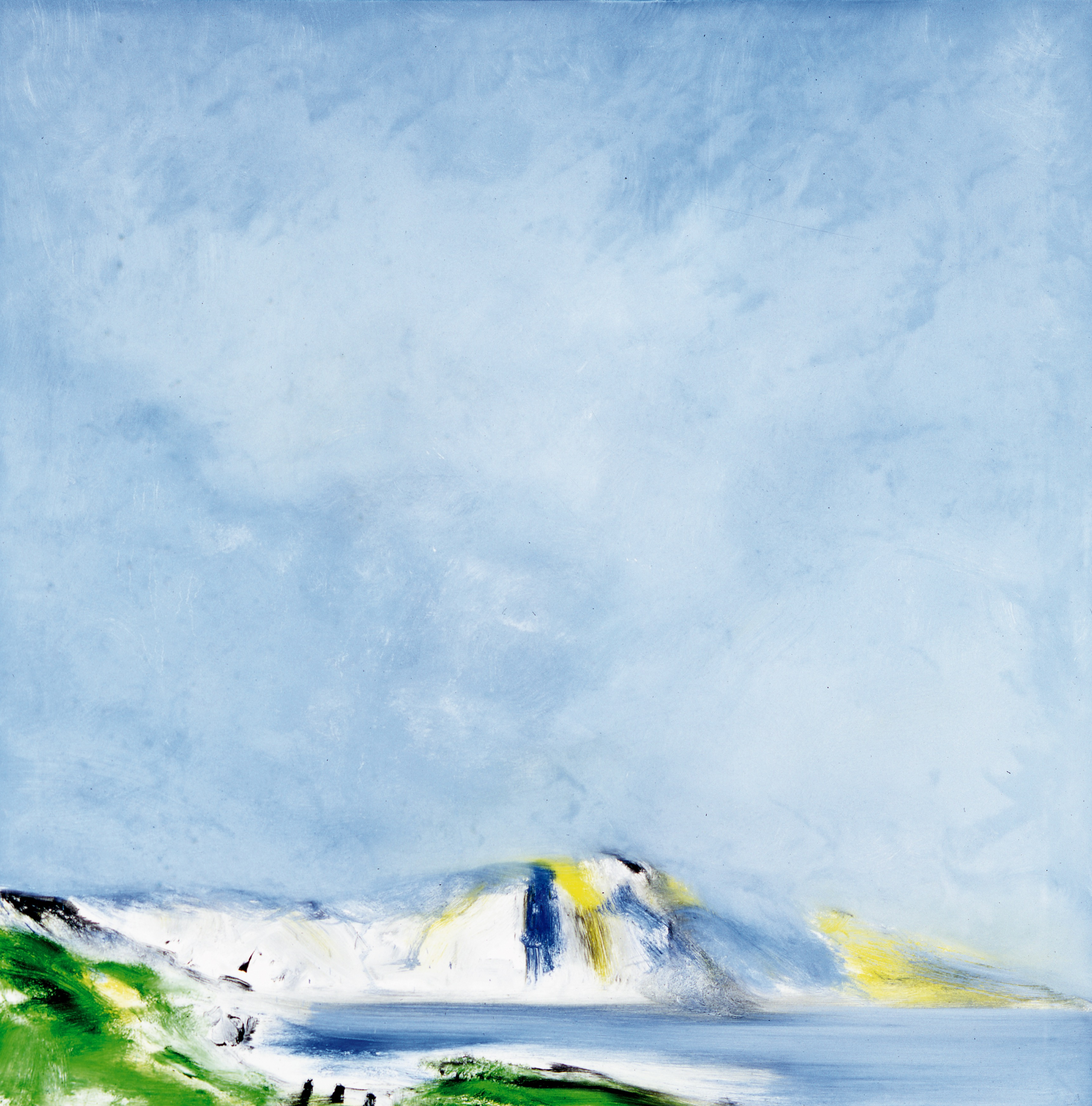
Ingo Kühl Färöer II, pintura a óleo, 120 × 120 cm, 1995

O pintor Sámal Joensen-Mikines é considerado o grande artista das Ilhas Faroé.
Em 1995, o pintor alemão Ingo Kühl pintou aquarelas em Gjógv, a partir do qual foi criado o ciclo de imagens em nove partes Färöer, que foi publicado como livro ilustrado em 1998 e exibido em a Embaixada Real da Dinamarca em Berlim em 2003/2004 foi.

## Galeria

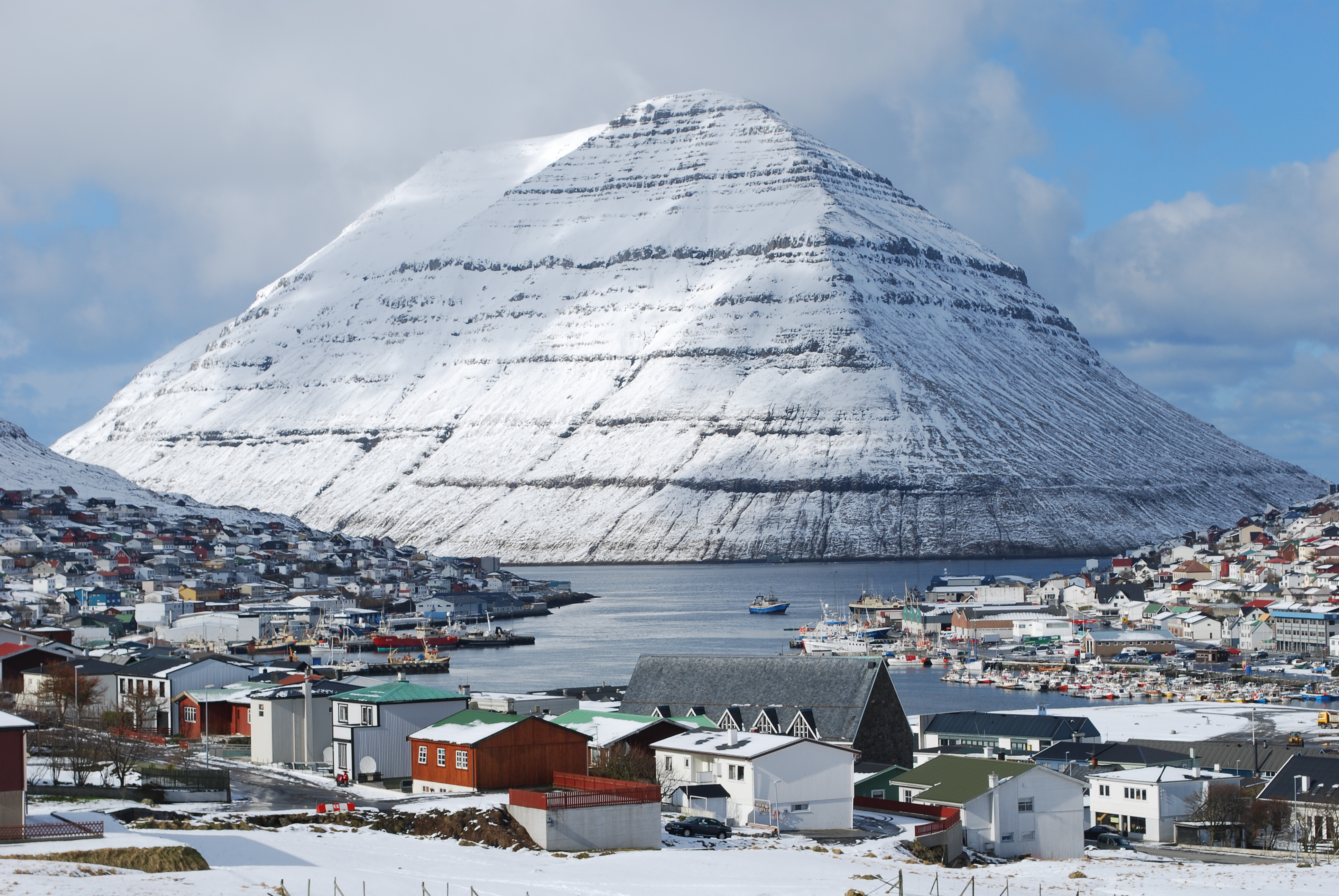
Klaksvík, a segunda cidade das ilhas.
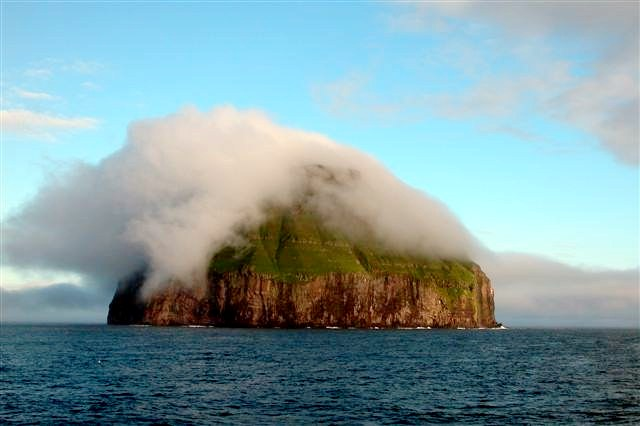
A ilha de Lítla Dímun
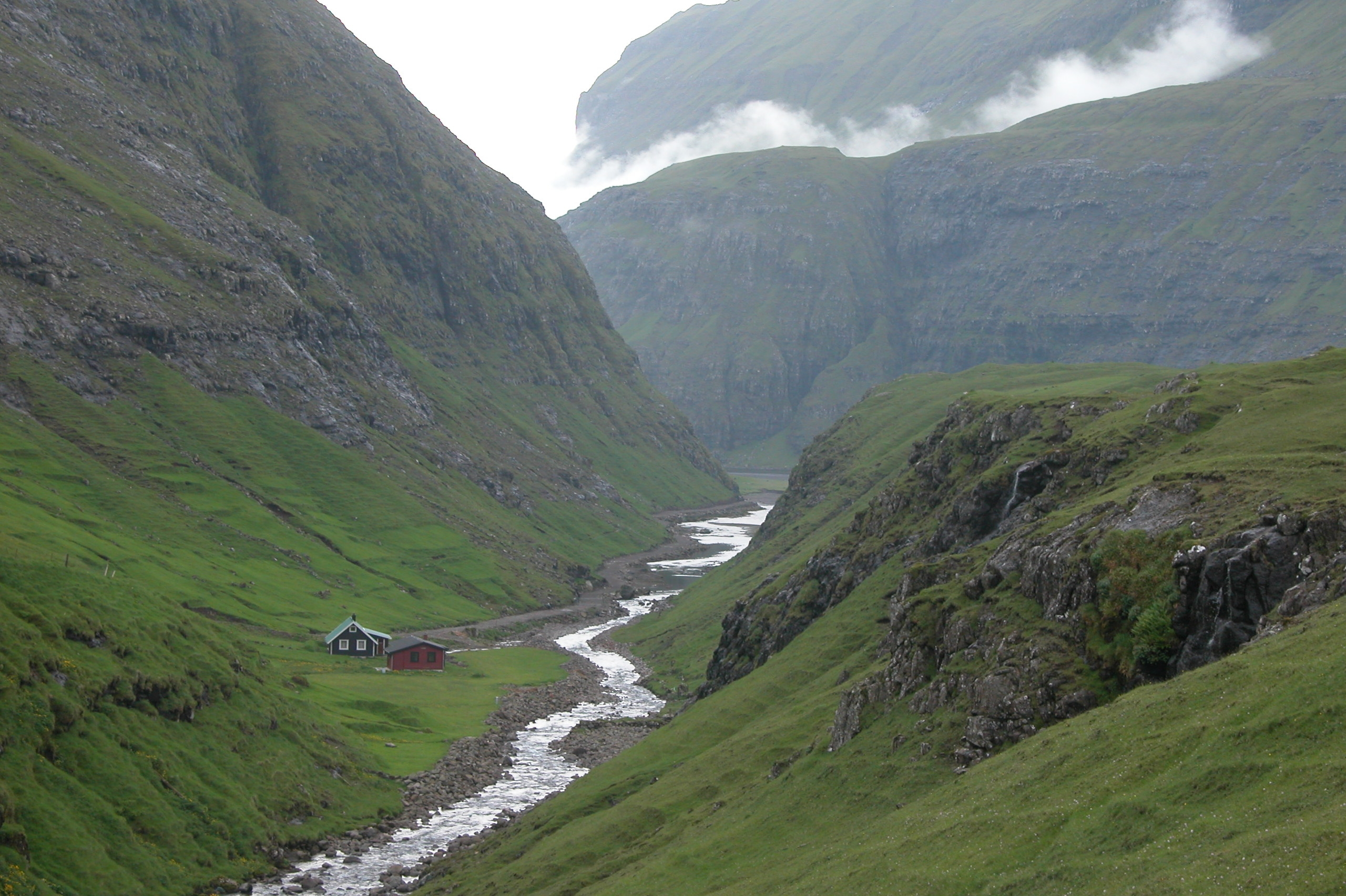
O vale de Saksun (Saksunardalur)
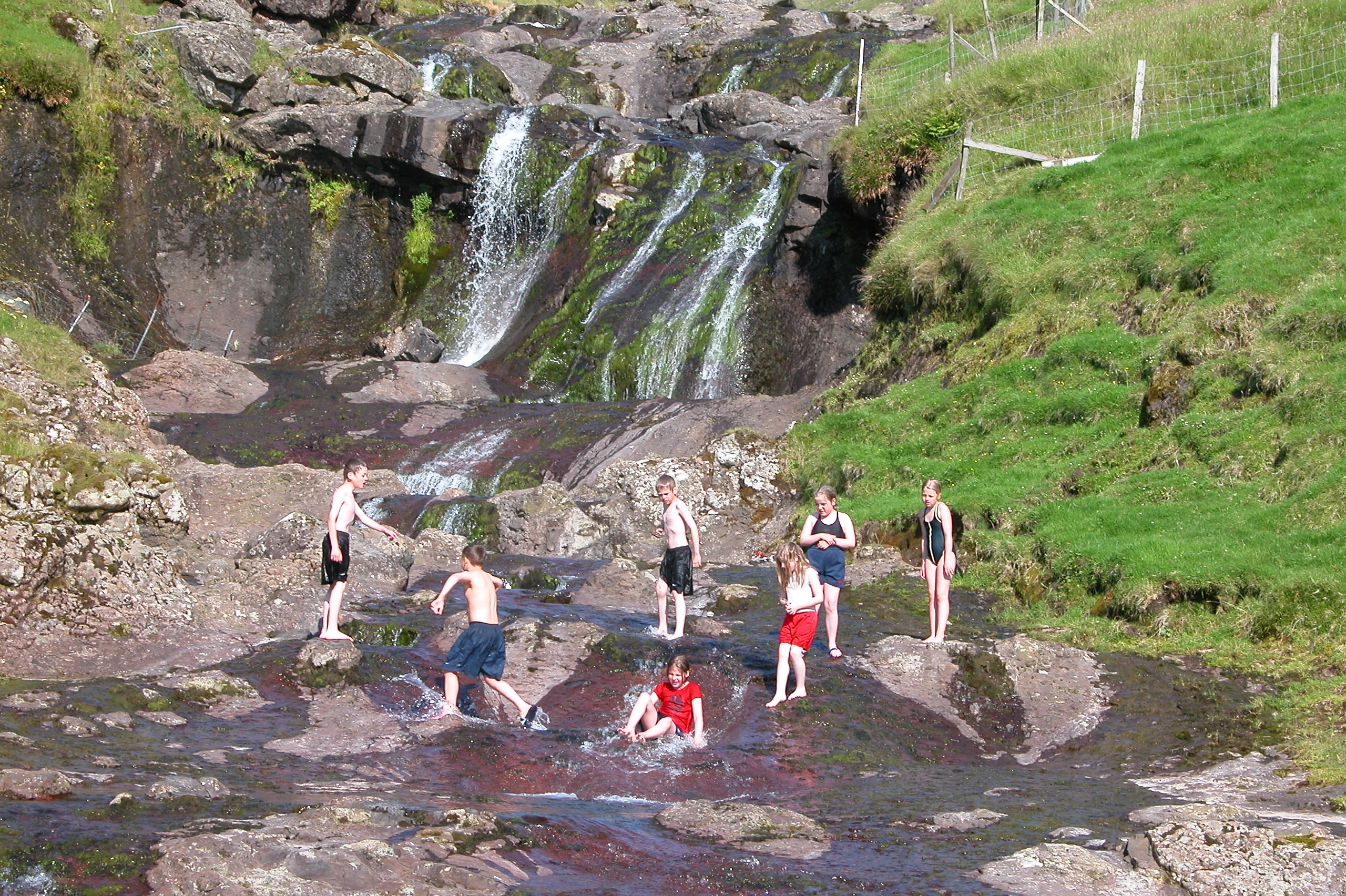
Crianças brincando no fiorde Árnafjørður